# Hannah Miley
Hannah Miley (ur. 8 sierpnia 1989 w Swindon) – brytyjska pływaczka, brązowa medalistka mistrzostw świata, dwukrotna medalistka mistrzostw świata (basen 25 m), mistrzyni Europy (basen 25 m).
Specjalizuje się w pływaniu stylem zmiennym. Brązowa medalistka mistrzostw świata w sztafecie 4 × 200 m kraulem z Rzymu (2009). W 2008 roku zdobyła srebrny na 400 i brązowy na 200 m stylem zmiennym w mistrzostwach świata na krótkim basenie w Manchesterze, a rok później złoty medal mistrzostw Europy na krótkim basenie w Stambule w wyścigu na 400 m stylem zmiennym.